# Jaan Elken
Jaan Elken   (krai de Krasnoiarsk, 27 de juny de 1954) és un pintor estonià.
Jaan Elken va estudiar arquitectura a l'Institut Estatal d'Arts d'Estònia. De 1977 a 1979 va treballar com a arquitecte al Departament d'Arquitectura i Planificació de Tallinn i de 1980 a 1987 com a historiador de l'art i controlador al Departament de Cultura de Tallinn.
Entre 1987 i 1988 va ensenyar pintura a l'Institut Pedagògic de Tallinn. De 1988 a 1997 va ser professor de pintura a l'Acadèmia Estoniana de les Arts, i des del 2016, és professor del Departament de Pintura de l'Institut d'Estudis Culturals i Arts de la Universitat de Tartu. Des de juny de 2019, Jaan Elken és professor emèrit del Departament d'Humanitats i Arts de la Universitat de Tartu.
Va ser membre de la Unió d'Artistes des de 1981, president de la Unió de Pintors d'Estònia de 1995 a 1999 i president de la Unió d'Artistes d'Estònia de 1999 a 2013.

## Reconeixements
- Premi Konrad Mäe 2000

- Premi d'Art Sadolin 2002

- 2006 Medalla d'Honor de la Universitat de Tartu[3]

- 2006 Premi Kristjan Rau (exposicions individuals Pintures 1998-2005 a la Sala d'Art de Tallinn i a la Manifestació d'Octubre al Tartu Art Museum)

- 2007 Orde de l'Estrella Blanca, 4a classe

- Premi d'Art AkzoNobel 2020